# Juan Pablo Blanco
Juan Pablo Blanco (n. México) es un director mexicano de cine y televisión, además de actor, guionista y productor, es hijo del reconocido escritor mexicano de telenovelas José Cuauhtémoc Blanco. Ha trabajado para los productores de Televisa José Alberto Castro, Rosy Ocampo, Roberto Gómez Fernández, Lucero Suárez, Juan Osorio y Giselle González.
En 2014 debutó como director de escena en la telenovela El color de la pasión, producida por Roberto Gómez Fernández.
En 2017 debutó como productor en la película La Jaula.
En 2019 dirigió Cuna de lobos, segunda serie del proyecto de Televisa, Fábrica de sueños.
En 2020 debutó como director de escena titular en foro en la telenovela Imperio de mentiras, producida por Giselle González.
En el 2021 su cortometraje Soy Hombre ganó los reconocimientos a Mejor Sonido, y Mención Honorífica de la Prensa en Shorts México 2021. Así como fue seleccionado para festivales de talla internacional como Wood Holes Film Festival, DC Shorts y NYLFF, ganando el Audience Award en el SENE Film Music Art Festival.

## Filmografía

### Director de escena

#### Televisión
- La rosa de Guadalupe (2011-2018) 47 capítulos
- El color de la pasión (2014)
- La vecina (2015/16)
- La candidata (2016/17)
- Caer en tentación (2017/18)
- Segunda parte de Mi marido tiene más familia (2018/19)
- Cuna de lobos (2019)
- Imperio de mentiras (2020/21)
- S.O.S me estoy enamorando (2021/22)
- Mujer de nadie (2022)
- Senda prohibida (2023)
- Nadie como tú (2023)

### Director de cine
- La Jaula (2017)

### Asistente de director de escena
- Los exitosos Pérez (2009/10)
- La fuerza del destino (2011)
- Por ella soy Eva (2012)
- Mentir para vivir (2013)

### Actor
- S.O.S.: Sexo y otros secretos (2008)
  - capítulo Feliz cumpleaños
- Como te ves, me vi (2017) - Lázaro
- La Jaula (2017) - Gerardo (adulto)
- Solteras (2019) - Boxeador

### Productor
- El cielo no perdona (2003) productor asociado
- La Jaula (2017)

### Guionista
- El cielo no perdona (2003)
- La Jaula (2017)

## Premios y nominaciones

### Premios TVyNovelas
| Año  | Categoría                 | Telenovela                  | Resultado |
| ---- | ------------------------- | --------------------------- | --------- |
| 2015 | Mejor dirección de escena | El color de la pasión       | Nominado  |
| 2016 | Mejor dirección de escena | La vecina                   | Nominado  |
| 2017 | Mejor dirección de escena | La candidata                | Ganador   |
| 2018 | Mejor dirección de escena | Caer en tentación           | Ganador   |
| 2019 | Mejor dirección de escena | Mi marido tiene más familia | Nominado  |
| 2020 | Mejor dirección de escena | Cuna de lobos               | Nominado  |

### TV Adicto Golden Awards
| Año  | Categoría                 | Telenovela    | Resultado |
| ---- | ------------------------- | ------------- | --------- |
| 2019 | Mejor dirección de escena | Cuna de lobos | Ganador   |